# Internationaler Anti-Diät-Tag
Der Internationale Anti-Diät-Tag (englisch International No Diet Day – INDD abgekürzt) ist ein inoffizieller internationaler Aktionstag. Er wurde von der britischen Buchautorin und Feministin Mary Evans Young ins Leben gerufen und findet jährlich am 6. Mai statt.
Die Ursprünge dieses Aktionstages liegen im Jahr 1992. Die von einer Anorexie geheilte Mary Evans Young gründete die Anti-Diäten-Kampagne Diet Breakers. Sie erhielt mediale Aufmerksamkeit, nachdem sie sich in Talkshows und TV-Interviews für die Akzeptanz des eigenen Körpers und gegen den Schlankheitswahn einsetzte. Als Antrieb gab Young sowohl ihr eigenes Schicksal als auch Medienberichte über Magenverkleinerungen und mögliche Komplikationen sowie Berichte über jugendliche Mädchen an, die Selbstmord begangen hätten, „weil sie es nicht mehr ertragen konnten, fett zu sein.“ Berichte über die Initiative und Sympathisanten gibt es mittlerweile in vielen Ländern der Welt.
Zu den Zielen des Anti-Diät-Tags gehören den Initiatoren zufolge:
- die Würdigung der Vielfalt von natürlichen Größen- und Gewichtsunterschieden
- das kritische Hinterfragen von Schönheitsidealen
- Aktionen gegen die Diskriminierung von Übergewichtigen und Fettsüchtigen
- Aufklärungsarbeit bezüglich der Gesundheitsgefahren von Diäten und der Ineffizienz kommerzieller Diäten und Diätprodukte
- das Aufzeigen eines Zusammenhangs zwischen Diäten und Gewalt gegen Frauen
- Gedenken der Opfer der Adipositaschirurgie